# Rohkunstbau
Die Rohkunstbau ist eine Reihe jährlicher Ausstellungen für internationale zeitgenössische Kunst. Sie findet im Land Brandenburg an wechselnden Ausstellungsorten statt und dauert jeweils zehn Wochen. Die erste Rohkunstbau wurde 1994 veranstaltet.
Die Ausstellungsreihe soll zum einen zeitgenössische Kunst und Kultur fördern, zum anderen die Wiederentdeckung und Neubelebung fast vergessener Kulturstätten in den ländlichen Regionen Brandenburgs. Sie geht auf eine Initiative des Mediziners Arvid Boellert zurück, der das Projekt zusammen mit dem Kurator Mark Gisbourne betreut. Dem Ausstellungskonzept zufolge soll unter thematischen und ortsbezogenen Vorgaben zeitgenössische Kunst von internationalem Rang auf Brandenburger Nachwuchs treffen. In der Regel wird jede Ausstellung von einem Katalog begleitet.

## Wortschöpfung „Rohkunstbau“
Der Name der Ausstellung ist ein Kunstwort. Die Bezeichnung geht auf den ersten Ausstellungsort zurück: eine Betonhalle in Groß Leuthen bei Lübben, die 1989 für die Arbeiterfestspiele der DDR errichtet worden, aber über den Rohbau nicht hinausgekommen war. Die Halle wurde nutzbar gemacht und beherbergte die ersten fünf Ausstellungen. Seit 1999 ist die Ausstellung in verschiedene leerstehende brandenburgische Schlösser gezogen, welche immer nur für eine temporäre Nutzung zur Verfügung stehen.

## Ausstellungsorte
- 1994–1998: Betonhalle in Groß Leuthen
- 1999–2006: Wasserschloss Groß Leuthen
- 2007: Schloss Sacrow
- 2008: Villa Kellermann, Potsdam
- 2009–2011: Schloss Marquardt, Potsdam
- 2012: kein Rohkunstbau
- 2013–2016: Schloss Roskow
- 2017–2018: Schloss Lieberose
- 2019: kein Rohkunstbau
- 2020–2021: Schloss Lieberose[1]
- 2022–2023: Schloss Altdöbern[2]

## Künstler
Seit 2001 beteiligten sich folgende Künstler an Rohkunstbau:
- Wafae Ahalouch el Keriasti (2010)
- Nevin Aladağ (2014)
- Vasco Araújo (2006)
- Martin Assig (2009)
- Miroslav Balka (2004)
- Banksy (2023)
- Edouard Baribeaud (2016)
- Sylvie Barré (2006)
- Robert Barta (2009)
- Rufina Baslowa (2023)
- Marc Bauer (2008)
- Ammar al-Beik (2016)
- Guy Ben-Ner (2008)
- Christine Berndt (2001)
- G. Roland Biermann (2001)
- Norbert Bisky (2003)
- Die blauen Nasen (2006)
- Armin Boehm (2021)
- Sandra Boeschenstein (2015)
- Monica Bonvicini (2006)
- Louise Bourgeois (2005)
- Mike Bourscheid (2023)
- Andrea Bowers (2023)
- Marc Brandenburg (2011)
- Sergey Bratkov (2005)
- Alexander Braun (2002)
- Christoph Brech (2011)
- Candice Breitz (2007)
- Micha Brendel (2003)
- Torsten Brinkmann (2022)
- AA Bronson (2023)
- Laura Bruce (2018)
- Marcel Bühler (2013)
- Jonas Burgert (2002)
- Sokari Douglas Camp (2016)
- Eva Castringius (2014)
- Etienne Chambaud (2021)
- Jake und Dinos Chapman (2005)
- Claudia Chaseling (2021)
- Chen Saofeng (2004)
- Olga Chernysheva (2015/2020)
- Maria Chevska (2007)
- Gaëlle Choisne (2023)
- David Claerbout (2021)
- Mat Collishaw (2010)
- Angela de la Cruz (2016)
- Martin Dammann (2018)
- Mariechen Danz (2023)
- Sean Dawson (2010)
- Jochen Dehn (2021)
- Yann Delacour (2005)
- Thomas Demand (2007)
- Marta Deskur (2003)
- Patricia Detmering (2022)
- A. K. Dolven (2006/2020)
- Hannah Dougherty (2006)
- Andreas Dress (2001)
- Smadar Dreyfus (2014)
- Sven Drühl (2003)
- Marcel Dzama (2005)
- Margret Eicher (2013)
- Nezaket Ekici (2014)
- Elmgreen und Dragset (2017)
- Simon English (2017)
- Shahram Entekhabi (2017)
- Sarah Entwistle (2023)
- Ayşe Erkmen (2007/2020)
- Simon Faithfull (2011)
- Fang Lijun (2005)
- Valérie Favre (2013)
- Dennis Feddersen (2009)
- Rainer Fetting (2022)
- Nina Fischer & Maroan el Sani (2021)
- Sylvie Fleury (2003)
- Jarosław Fliciński (2007)
- Thomas Florschuetz (2004/2020)
- Laura Ford (2005)
- Philipp Fürhofer (2013)
- //////fur//// (2005)
- Jeanno Gaussi (2017)
- Pélagie Gbaguidi (2017)
- Ori Gersht (2010)
- Andrew Gilbert (2017)
- Gilbert & George (2021)
- Symrin Gill (2022)
- GODsDOGs (Britta & Ron Helbig) (2018)
- Anthony Goicolea (2016)
- Niklas Goldbach (2010)
- Ivan Gorshkov (2017)
- Rainer Görß (2001)
- Noémie Goudal (2023)
- GRAFT (2022)
- Amélie Grözinger (2017)
- Philip Grözinger (2015)
- Shilpa Gupta (2004)
- Noa Gur (2021)
- Nilbar Güreş (2018)
- Klaus Hack (2001)
- Richard Hamilton (2008)
- Mona Hatoum (2006)
- Holly Hendry (2018)
- Franziska Henning (2002)
- Jörg Herold (2002)
- Frank Herrmann (2002)
- Gregor Hildebrandt (2009/2020)
- Susan Hiller (2004)
- Sabine Hornig (2009)
- Birgit Huebner (2003)
- Markus Huemer (2004)
- Axel Hütte (2023)
- Leiko Ikemura (2015/2020)
- Kristina Inčiūraitė (2004)
- Magdalena Jetelová (2018)
- Jia (2016)
- Sven Johne (2023)
- Britta Jonas (2008)
- Lisa Junghanß (2009)
- Juliane Jüttner (2003)
- Anna K.E. (2022)
- MK Kähne (2003)
- Jan Kaila (2003)
- Šejla Kamerić (2009)
- Ruprecht von Kaufmann (2014)
- Markus Keibel (2014)
- Alexandra Khlestkina (2008)
- Lina Kim (2004)
- Kapwani Kiwanga (2021)
- Leszek Knaflewski (2001)
- Ola Kolehmainen (2007/2020)
- Zlatko Kopljar (2013)
- Roman Korovin (2018)
- Valery Koshlyakov (2002)
- Kristian Kožul (2015)
- Katarzyna Kozyra (2009)
- Clemens Krauss (2016)
- Elke Krystufek (2013)
- Kubiak und Rauch (2001)
- Zofia Kulik (2018)
- Tong Kunniao (2021)
- Kunstplan (2001)
- Tilman Küntzel (2003)
- Michael Kutschbach (2005)
- Alicja Kwade (2014/2020)
- Philipp Lachenmann (2015)
- Langlands & Bell (2006)
- Ricard Larsson (2023)
- Dominik Lejman (2015)
- Lawrence Lek (2022)
- Via Lewandowsky (2005/2020)
- Nadia Lichtig (2021)
- Robert Lucander (2014)
- Tatiana Macedo (2017)
- Oswaldo Maciá (2011)
- Melanie Manchot (2006)
- Francesca Marti (2022)
- Kate McMillan (2018)
- Allan McCollum/Matt Mullican (2023)
- Emo de Medeiros (2017)
- Bjørn Melhus (2005/2020)
- Isa Melsheimer (2022)
- Boris Mikhailov (2003)
- Judy Millar (2011)
- Toshihiko Mitsuya (2017)
- Jaroslaw Modzelewski (2002)
- Christiane Möbus (2015/2020)
- Cathy de Monchaux (2010)
- Jonathan Monk (2008)
- Michael Morgner (2021)
- Ryan Mosley (2016)
- Steffen Mühle (2002)
- Michael Müller (2021)
- Zanele Muholi (2022)
- Berit Myrebøe (2001)
- Deimantas Narkevičius (2009)
- Mariele Neudecker (2011)
- Frank Nitsche (2011)
- José Noguero (2008/2020)
- Ahmet Öğüt (2022)
- Lennaart van Oldenborgh (2014)
- Yoko Ono (2021)
- Philippe Parreno (2021)
- João Penalva (2004/2020)
- Chloe Piene (2022)
- Katinka Pilscheur (2011)
- Bettina Pousttchi (2008/2020)
- Olena Pronkina (2023)
- Laure Prouvost (2021)
- Thomas Rentmeister (2007/2020)
- Cornelia Renz (2008)
- Gerhard Richter (2007)
- Stefan Roloff (2010)
- Julian Rosefeldt (2007/2020)
- Miguel Rothschild (2015)
- Cameron Rudd (2002)
- Michael Sailstorfer (2005/2020)
- Karin Sander (2011/2020)
- Wilhelm Sasnal (2010)
- Yehudit Sasportas (2004/2020)
- Yhonnie Scarce (2021)
- Markus Schaller (2022)
- Thomas Scheibitz (2009/2020)
- Cornelia Schleime (2004)
- Erik Schmidt (2014)
- Gregor Schneider (2006)
- Arne Schreiber (2016)
- Brett Charles Seiler (2022)
- Gil Marco Shani (2007)
- Cindy Sherman (2022)
- Yinka Shonibare (2004)
- Katharina Sieverding (2013)
- Elisa Sighicelli (2010)
- Daniel Silver (2015)
- Luzia Simons (2021)
- Johanna Smiatek (2010)
- Jan-Peter E.R. Sonntag (2002)
- Bill Spinhoven (2003)
- Peter Stauss (2016)
- Daniel Steegmann Mangrané (2021)
- Martin Straka (2001)
- Annelies Štrba (2013)
- Katja Strunz (2022)
- Hamid Sulaiman (2016)
- Ion Sur (2014)
- Anna Rùn Tryggvadottir (2021)
- Nasan Tur (2014)
- Beth von Undall (2023)
- Mariana Vassileva (2011)
- Costa Vece (2006)
- Thomas Virnich (2002)
- Cornelius Völker (2005)
- Brigitte Waldach (2008)
- Michael Wesely (2006)
- Christopher Winter (2018)
- Claudia Wissmann (2001)
- Ming Wong (2013)
- Michael Wutz (2013)
- Damir Žižić (2015)

## Kataloge
- Arvid Boellert, Stefan Skowron (Hg.): VIII. Rohkunstbau. Schloss Groß Leuthen/Spreewald, 11.08. bis 01.09. 2001. 2001
- Arvid Boellert, Stefan Skowron (Hg.): IX. Rohkunstbau. 11. bis 31. August 2002 im Schloss Groß Leuthen/Spreewald. 2002
- Arvid Boellert (Hg.): X. Rohkunstbau. Contemporary art from July 5 – August 31, 2003. Zeitgenössische Kunst vom 5. Juli bis 31. August 2003. [Schloss Groß Leuthen]. 2003, ISBN 3-00-011728-8
- Arvid Boellert (Hg.): [XI.] Rohkunstbau. [27. Juni – 22. August] 2004 [Schloss Groß Leuthen]. 2004, ISBN 3-89930-097-1
- Arvid Boellert (Hg.): XII. Rohkunstbau. Kinderszenen. Child's Play. [26. Juni – 28. August] 2005. [Schloss Groß Leuthen]. 2005, ISBN 3-00-016293-3
- Arvid Boellert (Hg.): Drei Farben – blau. Three colours – blue. XIII. Rohkunstbau. 9.7.–10.9.2006. Wasserschloss Groß Leuthen. 2006, ISBN 3-7913-3748-3, ISBN 978-3-7913-3748-7
- Arvid Boellert (Hg.): Drei Farben – weiß. Three colours – white. XIV. Rohkunstbau. 15.7.–26.8.2007. Schloss Sacrow, Potsdam. 2007, ISBN 978-3-89930-199-1, ISBN 3-89930-199-4
- Arvid Boellert (Hg.): Drei Farben – rot. Three colours – red. XV. Rohkunstbau. 17.7.–5.10.2008. Villa Kellermann/Potsdam. 2008, ISBN 978-3-89930-232-5
- Arvid Boellert (Hg.): XVI. Rohkunstbau. Atlantis I. Hidden histories – new identities. 12. Juli – 13. September 2009. Schloss Marquardt/Potsdam. 2009, ISBN 978-3-89930-267-7
- Arvid Boellert (Hg.): XVII. Rohkunstbau. Atlantis II. Hidden histories – imagined identities. 9. 7. – 12. 9. 2010. Schloss Marquardt/Potsdam. 2010, ISBN 978-3-89930-306-3
- Arvid Boellert (Hg.): XVIII. Rohkunstbau. Macht. Power. 1. Juli – 11. September 2011. Schloss Marquardt/Potsdam. Berlin 2011, ISBN 978-3-89930-336-0
- Arvid Boellert (Hg.): Moral. Rohkunstbau XIX. [11. August bis 22. September 2013, Schloss Roskow.] 2013
- Heinrich-Böll-Stiftung Brandenburg (Hg.): Revolution. Rohkunstbau XX. Schloss Roskow. 6.7.–21.9.2014. 2014
- Heinrich-Böll-Stiftung Brandenburg (Hg.): Apokalypse. Rohkunstbau XXI. Schloss Roskow. 21.6.–6.9.2015. 2015
- Heinrich-Böll-Stiftung Brandenburg (Hg.): XXII. Rohkunstbau. Zwischen den Welten. Between the Worlds. 10. Juli – 18. September 2016. Schloss Roskow. 2016
- Heinrich-Böll-Stiftung Brandenburg (Hg.): XXIII. Rohkunstbau. Die Schönheit im Anderen. The Beauty of Difference. 1. Juli – 10. September 2017. Schloss Lieberose. 2017
- Heinrich-Böll-Stiftung Brandenburg (Hg.): XXIV. Rohkunstbau. Achtung. Mind The Gap. 30.6.–9.9.2018. Spreewald, Schloss Lieberose. 2018
- Arvid Boellert, Inka Thunecke (Hg.): Rohkunstbau 25. Zärtlichkeit. Vom Zusammenleben - Tenderness. About Common Living. 27.6.2020 - 20.09.2020. Schloss Lieberose. 2020
- Arvid Boellert, Inka Thunecke (Hg.): Rohkunstbau 26. Ich in Natur. Von der Verletzlichkeit. Überleben in der Risikogesellschaft. Dauer: 19. Juni 2021 – 3. Oktober 2021. Schloss Lieberose. 2021